# Шинкаренко Вікторія Миколаївна
Вікторія Миколаївна Шинкаренко (нар.6 грудня 1995) — українська спортсменка з художньої гімнастики, багаторазова абсолютна чемпіонка України, багаторазова бронзова призерка Чемпіонату світу у Києві. Фіналістка перших в історії юніорських Олімпійських ігор в Сінгапурі. Срібна призерка гімназіади 2009 року. Бронзова призерка Чемпіонату Європи 2010 та Чемпіонату світу 2011. Багаторазова чемпіонка України. Найкрасивіша гімнастка за версією сайта r-gymnastics.

## Біографія
Вікторія Шинкаренко народилася 6 грудня 1995 року. Свій спортивний шлях юна Віка починала в школі Ніни і Олени Вітриченко, коли їй було 5 років. Її першим турніром стали змагання на призи Аміни Заріпова, Віка тоді не зайняла призового місця, на той момент вона займалася гімнастикою лише рік, однак, дівчинка отримала титул «Грація турніру». За словами Вікторії, цей Кубок надав їй віри в себе.

## Спортивна кар'єра

### Чемпіонат України 2007
У 2007 році Віка виграє чемпіонат України і її запрошує тренуватися до себе Альбіна Іванівна Дерюгіна. З початку 2008 року вона тренується разом зі збірною України.

### Гімназіада 2009
Срібна призерка Гімназіади 2009 у вправах з м'ячем.

### Чемпіонат Європи 2010
У 2010 році на чемпіонаті Європи в Бремені розігрувалися путівки на Перші Юнацькі Олімпійські ігри. Всього шість гімнасток від Європи потрапляли в Сінгапур, Вікторія виборола це право, а разом з ним і дві бронзові нагороди юніорського чемпіонату Європи у вправах з булавами і скакалкою. У Сінгапурі Вікторія стала 8-й в багатоборстві.

### Чемпіонат світу 2011
У 2011 році Вікторія стає бронзовим призером в командній першості у вправах з булавою на Чемпіонаті світу у Франції.

### Чемпіонат Європи 2012
У 2012 році Вікторія Шинкаренко виступила на чемпіонаті Європи в Нижньому Новгороді і посіла 19-е місце в багатоборстві.

### Чемпіонат світу 2013
На Чемпіонаті світу у Києві, що проходив з 28 серпня по 1 вересня, Вікторія виступала у 3 дисциплінах та завоювала бронзову медаль у командній вправі 10 булав разом з Євгенією Гомон, Олена Дмитраш, Світланою Прокоповою і Валерією Гудим. Українки успішно подолали кваліфікацію (5-е місце), зумівши потрапити до числа восьми команд, які у фіналі розігрували медалі чемпіонату світу. Показана у фіналі композиція принесла українкам 17,208 балів і третє місце. Золото виграла збірна Іспанії (17,350), срібло у італійок (17,300).
У вправі з трьома м'ячами і двома стрічками українська команда провалила виступ, посівши 21-й результат серед 29 збірних. Разом з 5-м місцем у кваліфікації у вправі з 10 булавами у підсумку українські гімнастки посіли 15-е місце.

## Спортивні результати
- Чемпіонат Європи серед юніорів 2010 у особистій першості — бронза (скакалка).
- Чемпіонат світу 2011 — бронза (команда).
- II турнір VITRY CUP 2011 — срібло.
- Чемпіонат світу в групових вправах 2013 — бронза (булави)